# Liste der Biografien/Dup
Liste der Biografien |
Portal Biografien |
Personensuche
# |
A |
B |
C |
D |
E |
F |
G |
H |
I |
J |
K |
L |
M |
N |
O |
P |
Q |
R |
S |
T |
U |
V |
W |
X |
Y |
Z |
?
 
Da |
Db |
Dc |
Dd |
De |
Dg |
Dh |
Di |
Dj |
Dk |
Dl |
Dm |
Dn |
Do |
Dq |
Dr |
Ds |
Du |
Dv |
Dw |
Dy |
Dz
 
Dua |
Dub |
Duc |
Dud |
Due |
Duf |
Dug |
Duh |
Dui |
Duj |
Duk |
Dul |
Dum |
Dun |
Duo |
Dup |
Duq |
Dur |
Dus |
Dut |
Duu |
Duv |
Duw |
Dux |
Duy |
Duz
Die Liste der Biografien führt alle Personen auf, die in der deutschsprachigen Wikipedia einen Artikel haben. Dieses ist eine Teilliste mit 315 Einträgen von Personen, deren Namen mit den Buchstaben „Dup“ beginnt.

## Dup

### Dupa
- Dupa (1945–2000), belgischer Comiczeichner
- Dupain, Edmond Louis (1847–1933), französischer Maler
- Dupanloup, Félix (1802–1878), römisch-katholischer Bischof von Orléans
- Duparc, Adolphe (1857–1946), französischer römisch-katholischer Geistlicher und Bischof
- Duparc, Élisabeth, französische Opernsängerin, in Werken von Händel
- Duparc, Françoise (1726–1778), französische Genremalerin
- Duparc, Germaine (1916–2008), Schweizer Anthropologin und Pädagogin
- Duparc, Henri (1848–1933), französischer Komponist
- Duparc, Louis (1866–1932), Schweizer Mineraloge
- Duparc, R. (* 1880), französischer Fußballspieler
- Dupard, Marie-Hélène (* 1947), Sängerin und Chorleiterin
- Dupard, Olivier (* 1965), französischer Autorennfahrer
- Dupas, Pascaline (* 1976), französische Wirtschaftswissenschaftlerin und Professorin
- Dupas, Ralph (1935–2008), US-amerikanischer Boxer
- DuPasquier, James (1794–1869), Schweizer evangelischer Geistlicher
- Dupasquier, Jason (2001–2021), Schweizer Motorradrennfahrer
- DuPasquier, Léo (1910–1981), Schweizer Wirtschaftsmanager, Politiker (RN) und Offizier
- Dupaty, Emmanuel (1775–1851), französischer Dramatiker, Journalist und Sänger
- Dupaty, Louis-Marie-Charles Mercier (1771–1825), französischer Bildhauer

### Dupe
- Dupé, Maxime (* 1993), französischer Fußballtorwart
- Dupelius, Konstantin (* 1990), deutscher Komponist und Pianist
- Duper, Mark (* 1959), US-amerikanischer American-Football-Spieler
- Dupérac, Étienne († 1604), französischer Maler, Radierer und Architekt
- Dupéré, Denis (1948–2019), kanadischer Eishockeyspieler
- Duperey, Anny (* 1947), französische Schauspielerin und AutorinAnny Duperey (* 1947)

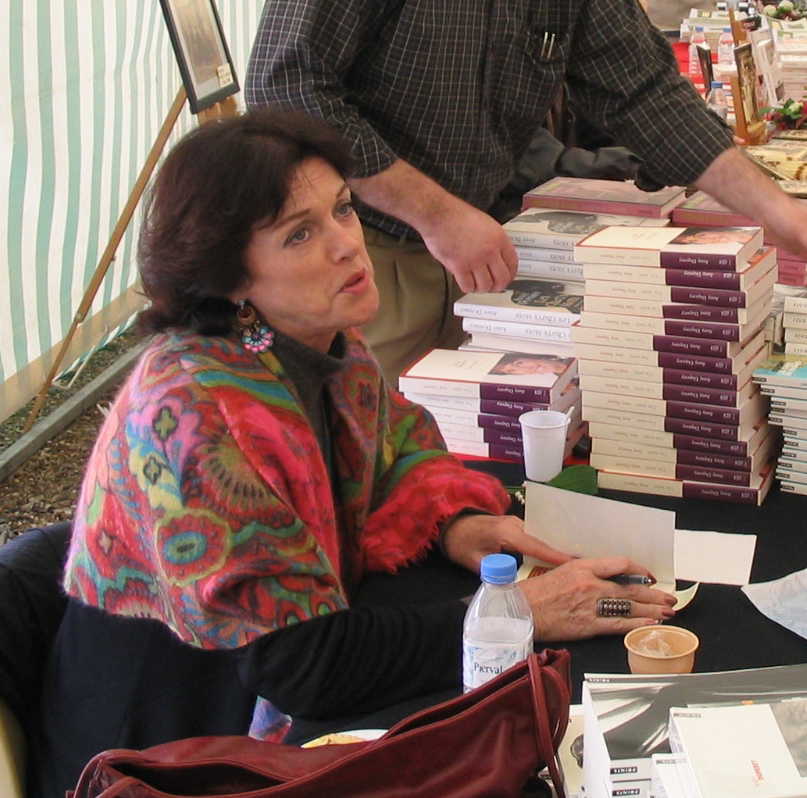
Anny Duperey (* 1947)

- Duperly, Adolphe (1801–1865), französischer Fotograf, Graveur, Lithograph und Drucker, Gründer des ersten jamaikanischen Fotoateliers
- Duperré, Victor Guy (1775–1846), Baron und französischer Admiral
- Duperrey, Louis-Isidore (1786–1865), französischer Entdecker
- Duperron, Jacques-Davy (1556–1618), französischer Kardinal, Dichter und Diplomat
- Duperthuy, Jason (* 1992), französischer Biathlet
- Duperval Guillaume, Florence, haitianische Politikerin
- Duperval, Jean-Claude († 2020), haitianischer Militärkommandant
- Dupetit Carro, Barón (* 1933), uruguayischer Diplomat
- Dupetit-Méré, Frédéric (1785–1827), französischer Dramatiker
- Dupetit-Thouars, Abel Aubert (1793–1864), französischer Marineoffizier und Weltumsegler
- Dupetit-Thouars, Aristide Aubert (1760–1798), französischer Admiral und Seefahrer
- Dupeuty, Charles (1798–1865), französischer Bühnenschriftsteller und Librettist
- Dupeux, Louis (1931–2002), französischer Historiker und Germanist
- Dupeyrat, André (1902–1982), französischer Missionar, Historiker und Ethnologe
- Dupeyron, François (1950–2016), französischer Filmregisseur und Drehbuchautor
- DuPeyrou, Pierre-Alexandre (1729–1794), Neuenburger Finanzmann und Mäzen

### Duph
- Duphly, Jacques (1715–1789), französischer Komponist, Cembalist und Organist
- Duphorn, Hugo (1876–1909), deutscher Maler
- Duphorn, Klaus (1934–2021), deutscher Geologe
- Duphot, Léonard (1769–1797), französischer Poet und General

### Dupi
- Dupien, Constantin (* 1987), deutscher Autor und Herausgeber
- Dupieux, Quentin (* 1974), französischer Musiker und FilmemacherQuentin Dupieux (* 1974)

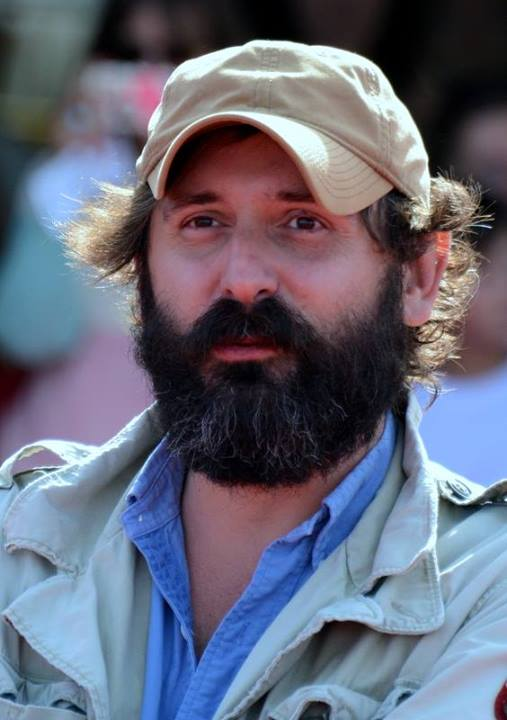
Quentin Dupieux (* 1974)

- Dupikov, Alo (* 1985), estnischer Fußballspieler
- Dupin de Chenonceaux, Jacques-Armand (1727–1767), französischer Glücksspieler
- Dupin de Francueil, Louis (1715–1786), französischer Finanzier
- Dupin, André (1783–1865), französischer Jurist, Politiker und Mitglied der Académie française
- Dupin, Charles (1784–1873), französischer Mathematiker, Ingenieur und Politiker
- Dupin, Claude (1686–1769), französischer Finanzier
- Dupin, Jacques (1927–2012), französischer Dichter und Kunstkritiker
- Dupin, Jean (1302–1374), französischer Benediktinerabt
- Dupin, Jean-Henri (1791–1887), französischer Bühnenautor und Librettist
- Dupin, Jeferson Antonio Alves (* 1972), brasilianischer Fußballspieler
- Dupin, Mademoiselle (1649–1709), französische Schauspielerin
- Dupin, Marc-Olivier (* 1954), französischer Komponist

### Dupk
- Dupke, Lothar (1951–2013), deutscher Fußballspieler

### Dupl
- Dupláa, Nancy (* 1969), argentinische Schauspielerin
- Duplaix, Nicole (* 1943), US-amerikanisch-französische Zoologin, Ökologin, Naturschützerin und Naturfotografin
- Duplan, Édouard (* 1983), französischer Fußballspieler
- Duplán, Óscar E. (1890–1942), mexikanischer Botschafter
- Dupland, Thomas Roch (* 1996), französischer Skispringer
- Duplantier, Donna (* 1963), US-amerikanische Schauspielerin
- Duplantier, Joe (* 1976), französischer Gitarrist, Bassist und Sänger
- Duplantis, Armand (* 1999), US-amerikanisch-schwedischer LeichtathletArmand Duplantis (* 1999)

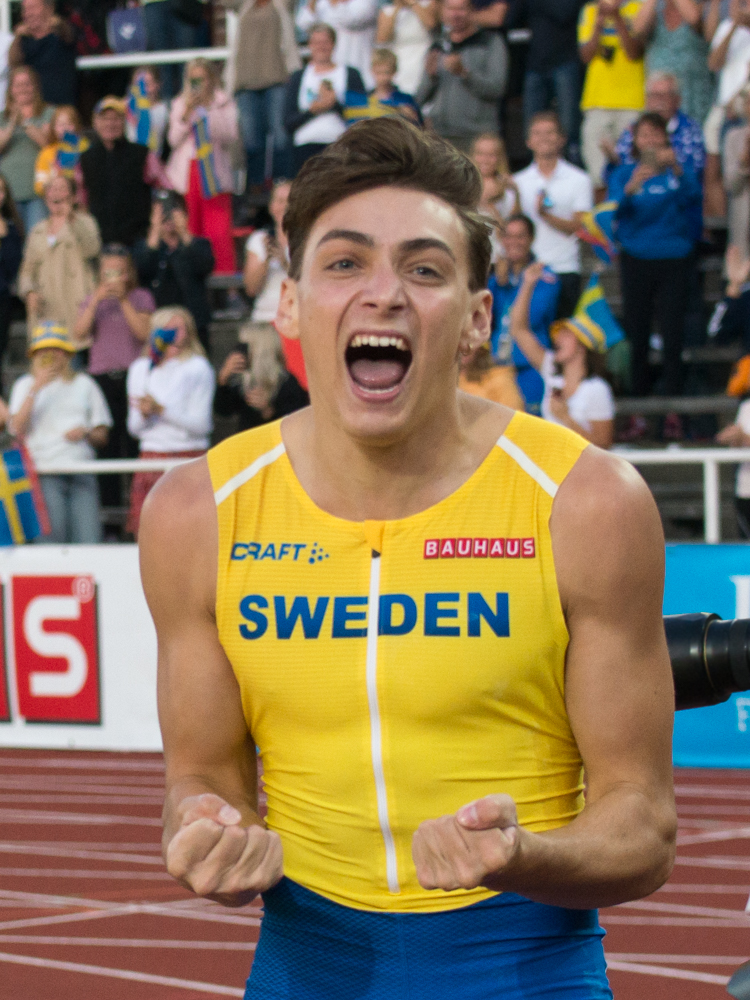
Armand Duplantis (* 1999)

- Duplantis, Jesse (* 1949), amerikanischer evangelikaler Pastor
- Duplanty, Christopher (* 1965), US-amerikanischer Wasserballspieler
- Duplass, Jay (* 1973), US-amerikanischer Regisseur, Drehbuchautor, Filmproduzent und Schauspieler
- Duplass, Mark (* 1976), US-amerikanischer Schauspieler, Regisseur, Drehbuchautor, Filmproduzent und Musiker
- Duplay, Éléonore (1768–1832), französische Malerin, sowie die Mätresse oder die Verlobte des Politikers Maximilien de Robespierre
- Duplay, Maurice (1736–1820), französischer Tischler und Jakobiner
- Dupleix, Joseph François (1697–1763), französischer Generalgouverneur in Indien
- Dupleix, Scipion (1569–1661), französischer Philosoph, Historiker und Romanist
- Duplessis de Mornay, Louis-François (1663–1741), französischer Kapuziner und dritter Bischof von Québec
- Duplessis Kergomard, Youri (* 1996), französischer Freestyle-Skisportler
- Duplessis, Joseph Siffred (1725–1802), französischer Maler
- Duplessis, Marie (1824–1847), französische KurtisaneMarie Duplessis (1824–1847)

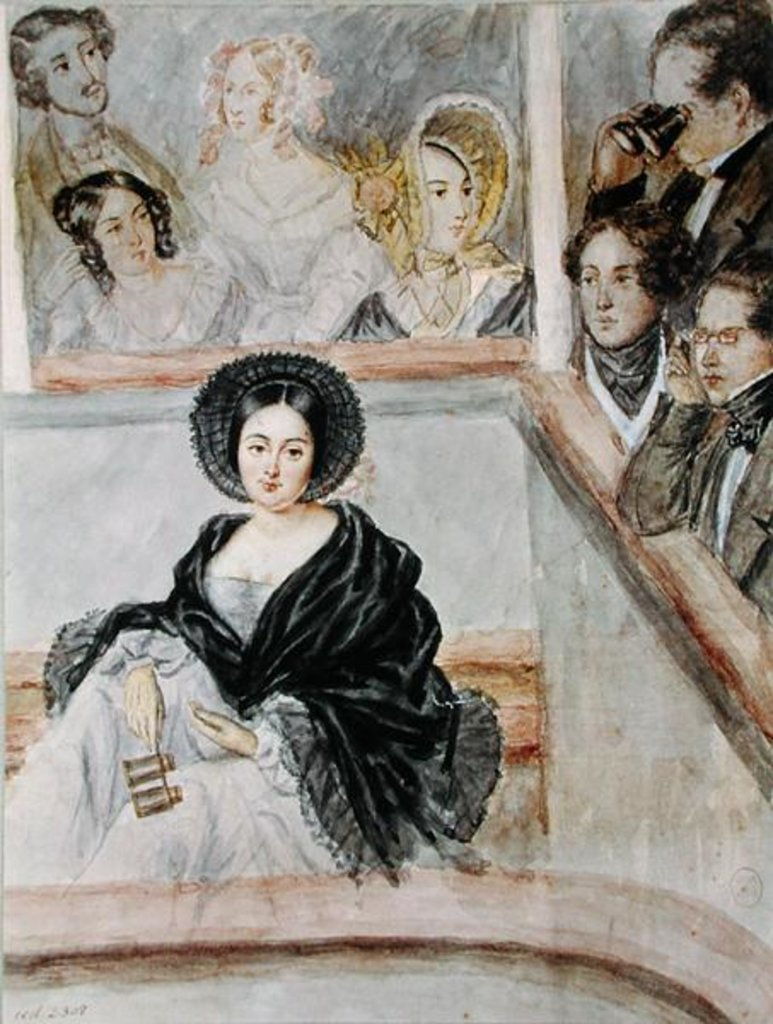
Marie Duplessis (1824–1847)

- Duplessis, Maurice (1890–1959), kanadischer Politiker
- Duplessis-Bertaux, Jean (1747–1820), französischer Zeichner, Radierer und Maler
- Duplessis-Mornay, Philippe (1549–1623), reformierter Theologe und Staatsmann
- Duplitzer, Imke (* 1975), deutsche Degenfechterin
- Duplomb, Maud (* 1985), französische Squashspielerin
- Duployé, Émile (1833–1912), Erfinder eines französischen Stenografiesystems

### Dupo
- Dupon, Josuë (1864–1935), belgischer Bildhauer und Medailleur
- Duponchel, Philogène Auguste Joseph (1774–1846), französischer Soldat und Entomologe
- Duponchelle, Albert, französischer Turner
- Dupond, Charles (1872–1952), belgischer Ornithologe
- Dupond-Moretti, Éric (* 1961), französischer Strafverteidiger und Politiker, Justizminister FrankreichsÉric Dupond-Moretti (* 1961)

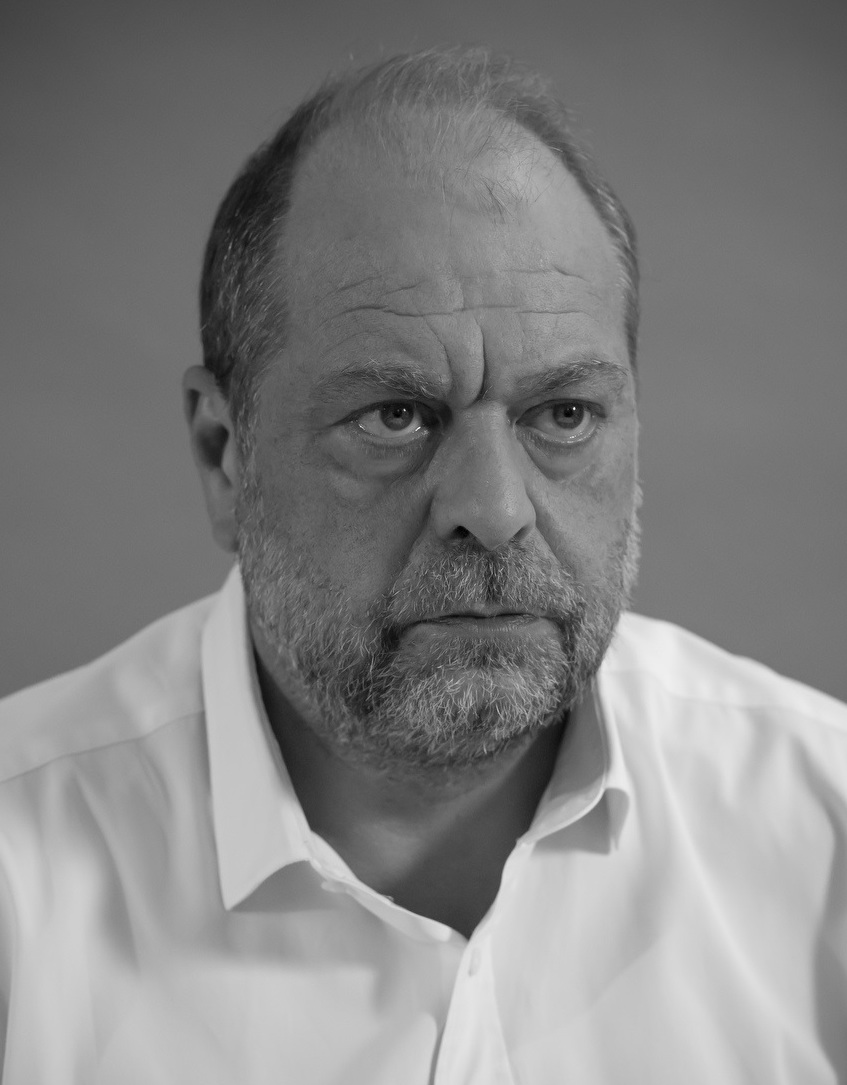
Éric Dupond-Moretti (* 1961)

- Dupong, Jean (1922–2007), luxemburgischer Politiker, Mitglied der Chamber
- Dupong, Pierre (1885–1953), luxemburgischer Politiker
- Dupont de l’Étang, Pierre (1765–1840), französischer General
- Dupont de l’Eure, Jacques Charles (1767–1855), französischer Staatsmann
- Dupont des Loges, Paul (1804–1886), deutsch-französischer Geistlicher, Bischof von Metz und Politiker (Zentrum), MdR
- Dupont, André (1742–1817), französischer Rosenzüchter
- Dupont, André (* 1949), kanadischer Eishockeyspieler, -trainer und -scout
- Dupont, Andrea (* 1980), kanadische Skilangläuferin
- Dupont, Ann (1915–1998), US-amerikanische Jazzmusikerin (Klarinettistin, Bandleaderin, Sängerin)
- Dupont, Antoine (* 1996), französischer Rugby-Union-Spieler
- Dupont, Arthur (* 1985), französischer Schauspieler
- Dupont, Auguste (1827–1890), belgischer Pianist und Komponist
- Dupont, Aurélie (* 1973), französische Balletttänzerin
- Dupont, Bernard (1933–1990), Schweizer Politiker
- Dupont, Brodie (* 1987), kanadischer Eishockeyspieler
- Dupont, Célestin (1792–1859), französischer Kardinal, Erzbischof von Bourges
- Dupont, Clifford (1905–1978), erster rhodesischer Präsident (Rhodesian Front)
- Dupont, Denis († 1856), französischer Schauspieler
- Dupont, Denise (* 1984), dänische Curlerin
- Dupont, Émile, französischer Autorennfahrer
- Dupont, Émile (1834–1912), belgischer Politiker
- Dupont, Émile (1887–1959), belgischer Sportschütze
- Dupont, Eric (* 1973), französischer Filmproduzent
- Dupont, Ewald André (1891–1956), deutscher Filmregisseur und Drehbuchautor
- Dupont, Florence (* 1943), französische Romanistin und Autorin
- Dupont, Gabriel (1878–1914), französischer Komponist
- Dupont, Georges (1903–1983), französischer Sprinter
- Dupont, Georges-Hilaire (1919–2020), französischer Ordensgeistlicher, Bischof von Pala
- Dupont, Ghislaine (1956–2013), französische Journalistin
- Dupont, Gretl (1893–1965), deutsche Schauspielerin
- Dupont, Gustav (1867–1912), deutscher Opernsänger (Tenor)
- DuPont, Herbert L. (* 1938), US-amerikanischer Mediziner
- Dupont, Hubert (* 1959), französischer Jazzmusiker (Kontrabass, E-Bass, Komposition)
- Dupont, Hubert (* 1980), französischer Radrennfahrer
- Dupont, Jacques (1928–2019), französischer Radrennfahrer
- Dupont, Jacques Pierre (1929–2002), französischer Diplomat, zuletzt im Rang eines Botschafters
- Dupont, Jean-Baptiste (* 1979), französischer Organist
- Dupont, Jerry (* 1962), kanadischer Eishockeyspieler und -trainer
- Dupont, Joseph (1838–1899), belgischer Violinist, Komponist und Dirigent
- Dupont, Judith (* 1925), ungarisch-französische Psychoanalytikerin, Autorin und Übersetzerin
- duPont, Laura (1949–2002), US-amerikanische Tennisspielerin
- Düpont, Lena (* 1986), deutsche Politikerin (CDU)Lena Düpont (* 1986)

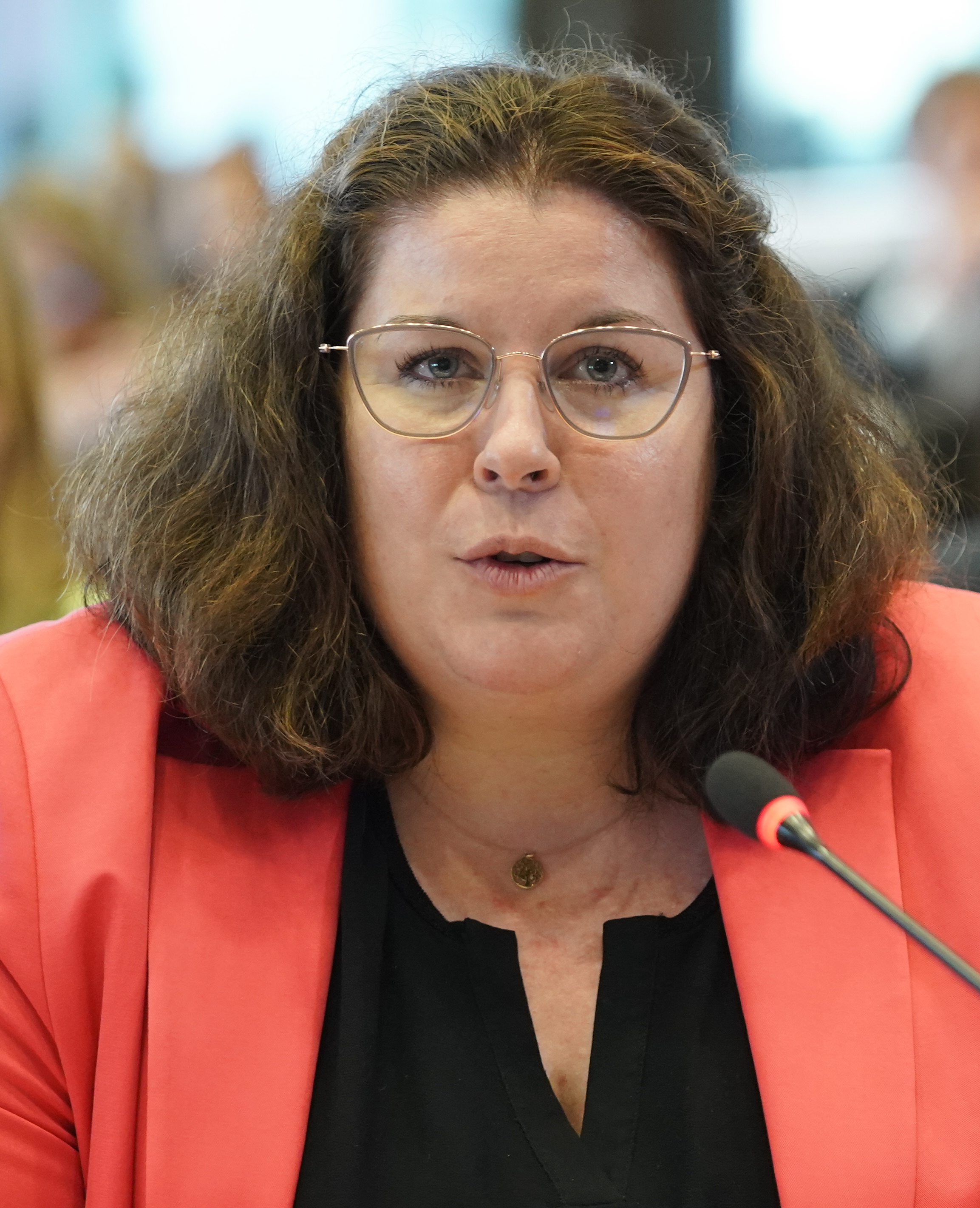
Lena Düpont (* 1986)

- Dupont, Leo (1797–1876), französischer römisch-katholischer Laie, Ehrwürdiger Diener Gottes
- Dupont, Léon (1881–1956), belgischer Leichtathlet
- Dupont, Louis Eugène (1839–1901), Schweizer Ingenieur, Politiker und Diplomat
- Dupont, Madeleine (* 1987), dänische Curlerin
- duPont, Margaret Osborne (1918–2012), US-amerikanische Tennisspielerin
- Dupont, Matthieu (* 1973), französischer römisch-katholischer Geistlicher, Bischof von Laval
- DuPont, Micki (* 1980), kanadischer Eishockeyspieler
- Dupont, Nicolas (1714–1781), französischer Orgelbauer des Rokoko
- Dupont, Normand (* 1957), kanadischer Eishockeyspieler
- Dupont, Oliver (* 1970), deutscher Theater- und Filmschauspieler
- Dupont, Oliver (* 1990), dänischer Curler
- Dupont, Pernille (* 1967), dänische Badmintonspielerin
- Dupont, Pierre (1821–1870), französischer Chansonnier, Dichter und Goguettier
- Dupont, Pieter (1870–1911), niederländischer Kupferstecher, Radierer, Zeichner und Maler
- Dupont, René Marie Albert (1929–2025), französischer römisch-katholischer Ordensgeistlicher, Bischof von Andong
- Dupont, Roland (1909–2004), US-amerikanischer Jazzmusiker
- DuPont, Ronnie (1937–2015), US-amerikanischer Jazzpianist
- Dupont, Stella (* 1973), französische Politikerin
- Dupont, Tiffany, US-amerikanische Filmschauspielerin
- Dupont, Timothy (* 1987), belgischer Radrennfahrer
- Dupont-Aignan, Nicolas (* 1961), französischer Politiker, Mitglied der Nationalversammlung, Bürgermeister
- Dupont-Roc, Andrée, französische Curlerin
- Dupont-Roc, Dominique (* 1963), französischer Curler
- Dupont-White, Charles Brook (1807–1878), französischer Volkswirt und Publizist
- Dupont-Willemin, Albert (1903–1977), Schweizer Jurist und Politiker (SP)
- Dupontel, Albert (* 1964), französischer Komiker, Schauspieler, Filmregisseur und DrehbuchautorAlbert Dupontel (* 1964)

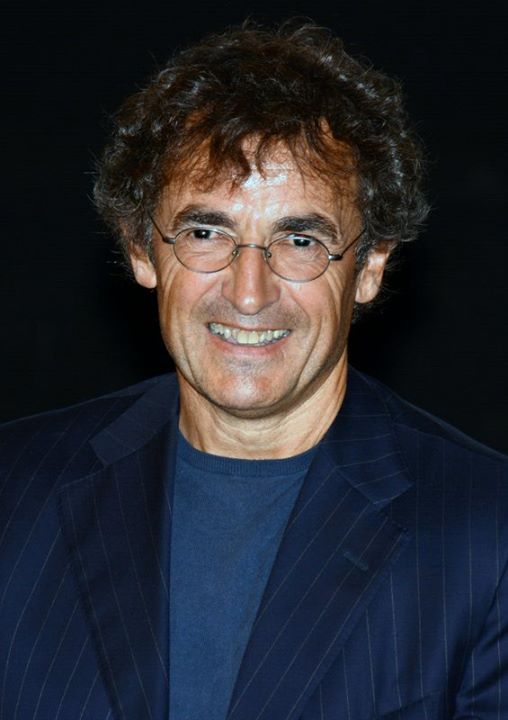
Albert Dupontel (* 1964)

- Dupontreue, Alain (* 1948), französischer Radrennfahrer
- Duport, Adrien (1759–1798), Politiker während der Französischen Revolution
- Duport, Jean-Louis (1749–1819), französischer Cellist und Komponist
- Duport, Jean-Pierre (1741–1818), französischer Cellist und Komponist
- Duport, Paul (1798–1866), französischer Dramatiker und Librettist
- Duport-Dutertre, Marguerite-Louis-François (1754–1793), französischer Justizminister
- Duportail, Louis Le Bègue (1743–1802), Offizier in der Kontinentalarmee und französischer Kriegsminister
- Duporty, Julia (* 1971), kubanische Sprinterin
- Dupotet, Jean-Henri (1777–1852), französischer Vizeadmiral und Gouverneur
- Dupouey, Christophe (1968–2009), französischer Radsportler
- Dupoux, Jean-Pierre (* 1991), brasilianisch-französischer Handballspieler
- Dupouy, Gaston (1900–1985), französischer Physiker
- Dupouy, Georgette (1901–1992), französische Malerin
- Dupouy, Philippe (* 1952), französischer Amateurastronom

### Dupp
- Dupp, Valentin (1883–1944), banatschwäbischer römisch-katholischer Geistlicher und Märtyrer
- Düppe, Jens (* 1974), deutscher Schlagzeuger des Modern Jazz
- Düppe, Rudolf (* 1947), deutscher Kommunalpolitiker und Bürgermeister
- Duppel, Matthias (* 1980), deutscher Schachspieler
- Duppel, Stefan (* 1962), deutscher Diplomat
- Duppel, Tina (* 1984), deutsche Schachspielerin
- Duppen, Piet Van (* 1959), belgischer Physiker
- Duppenthaler, Paul (1917–1986), Schweizer Musiker
- Dupper, Jürgen (* 1961), deutscher Politiker (SPD), MdL, Oberbürgermeister der Stadt PassauJürgen Dupper (* 1961)

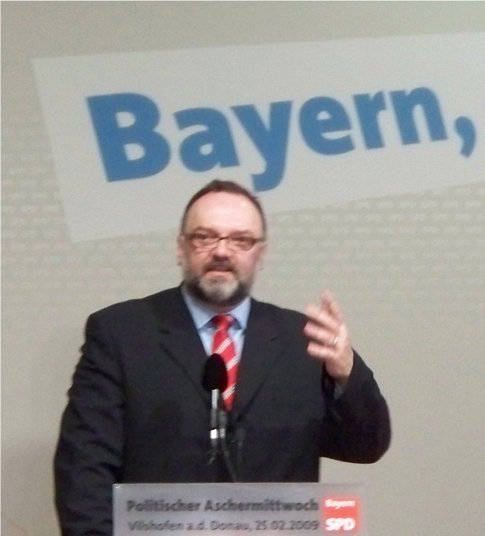
Jürgen Dupper (* 1961)

- Düppes, Kaspar (1755–1826), Bürgermeister der Mairie Merheim
- Duppi-Teššup, Fürst von Amurru
- Duppler, Jörg (* 1944), deutscher Marineoffizier und Militärhistoriker
- Duppler, Lars (* 1975), deutsch-isländischer Jazzpianist und -komponist
- Duppré, Fritz (1919–1988), deutscher Verwaltungsbeamter
- Duppré, Hans Jörg (* 1945), deutscher Politiker (CDU)

### Dupr
- Duprat, Antoine (1463–1535), französischer Kardinal und Kanzler von Frankreich
- Duprat, François (1940–1978), französischer rechtsextremer Denker
- Duprat, Guillaume (1507–1560), französischer Geistlicher und Bischof von Clermont
- Duprat, Guillaume (* 1973), französischer Autor und Illustrator von Kinderbüchern
- Duprat, Jean Étienne Benoît (1752–1809), französischer General und Revolutionär
- Duprat, Réginald (1877–1954), kanadischer Ordensgeistlicher, römisch-katholischer Bischof von Prince-Albert
- Duprat, René (1926–1996), französischer Gypsy-Jazz-Musiker
- Duprat, Thomas († 1528), französischer katholischer Geistlicher und Bischof von Clermont
- Duprato, Jules (1827–1892), französischer Komponist
- Dupratt, Samuel (* 1993), amerikanischer Skirennläufer
- Dupray, Henri-Louis (1841–1909), französischer Maler
- Dupraz, Laure (1896–1967), Schweizer Pädagogin, Professorin
- Dupré de Saint-Maur, Nicolas-François (1695–1774), französischer Finanzhistoriker und Mitglied der Académie française
- DuPré Pesmen, Paula, US-amerikanische Filmproduzentin und Drehbuchautorin
- Dupré, Albert (1860–1940), französischer Musikpädagoge, Organist und Chorleiter
- Dupré, Alfred (1904–1956), deutscher Maler
- Dupré, Amalia (1842–1928), italienische Bildhauerin
- Dupré, Athanase (1808–1869), französischer Mathematiker und Physiker
- Dupré, August (1835–1907), deutsch-britischer Chemiker
- Dupré, Augustin (1748–1833), französischer Medailleur
- Dupré, Carl V. (* 1965), US-amerikanischer Drehbuchautor
- Dupré, Catherine-Jeanne (1705–1767), französische Schauspielerin
- Dupré, Célia (* 2001), Schweizer Ruderin
- Dupré, Claus (* 1948), deutscher Automobilrennfahrer
- Dupré, Danièle, französische Chanson-Sängerin
- Dupré, Frank (* 1954), deutscher Unternehmer und Kommunalpolitiker
- Dupré, Giovanni (1817–1882), italienischer Bildhauer und Medailleur
- Dupré, Guillaume (1576–1643), französischer Bildhauer, Medailleur und Münzmeister sowie Gemmenschneider
- Dupré, H. Garland (1873–1924), US-amerikanischer Politiker
- Dupré, Jacques (1773–1846), US-amerikanischer Politiker
- Dupré, Jean-Paul (* 1944), französischer Politiker, Mitglied der Nationalversammlung
- Dupré, John (* 1952), britischer Philosoph
- Dupré, Jos (* 1928), belgischer Politiker
- Dupré, Jules (1811–1889), französischer Landschaftsmaler
- Dupré, Julien (1851–1910), französischer Genremaler
- Dupré, Louis (1697–1774), französischer Tänzer, Choreograf und Pädagoge
- Dupré, Louis (1789–1837), französischer Maler
- Dupré, Lucius Jacques (1822–1869), US-amerikanischer Jurist und konföderierter Politiker
- Dupré, Marcel (1886–1971), französischer Organist, Komponist, Musikpädagoge, Musikschriftsteller und HerausgeberMarcel Dupré (1886–1971)

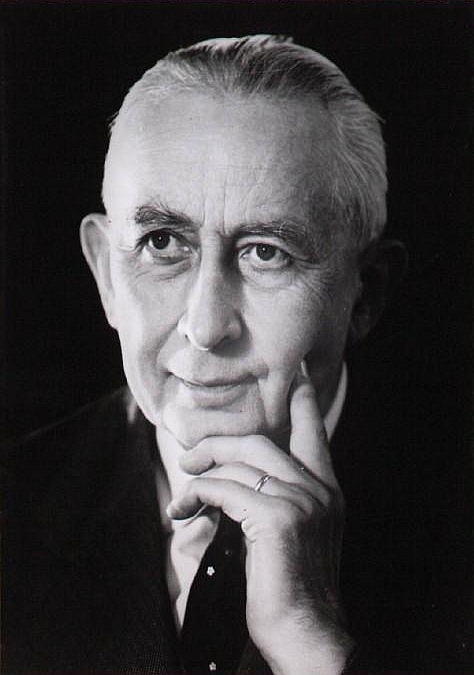
Marcel Dupré (1886–1971)

- DuPré, Pat (* 1954), US-amerikanischer Tennisspieler
- Dupré, Patrick (* 1945), französischer Op-Art und kinetischer Künstler
- Dupré, Thomas Ludger (1933–2016), US-amerikanischer Geistlicher, römisch-katholischer Bischof
- Dupré, Victor (1884–1938), französischer Bahnradsportler
- Dupré, Wilhelm (1936–2024), deutscher Religionsphilosoph
- Dupré, Xavier (* 1977), französischer Grafiker, Typograf und Schriftgestalter
- Dupré, Yanick (1972–1997), kanadischer Eishockeystürmer
- Dupree, Anderson Hunter (1921–2019), US-amerikanischer Wissenschafts- und Technikhistoriker
- DuPree, Billy Joe (* 1950), US-amerikanischer American-Football-Spieler
- Dupree, Bud (* 1993), US-amerikanischer American-Football-Spieler
- Dupree, Candice (* 1984), US-amerikanische Basketballspielerin
- Dupree, Champion Jack (1909–1992), US-amerikanischer Blues-Sänger und -Pianist
- Dupree, Cornell (1942–2011), US-amerikanischer Musiker
- Dupree, Donald (1919–1993), US-amerikanischer Bobfahrer
- Dupree, Frank (* 1991), deutscher Pianist, Dirigent, Schlagzeuger sowie Komponist
- Dupree, Markus (* 1988), russischer Pornodarsteller
- Dupree, Nancy (1927–2017), US-amerikanische Historikerin und Archäologin
- Duprée, René (* 1983), kanadischer WrestlerRené Duprée (* 1983)

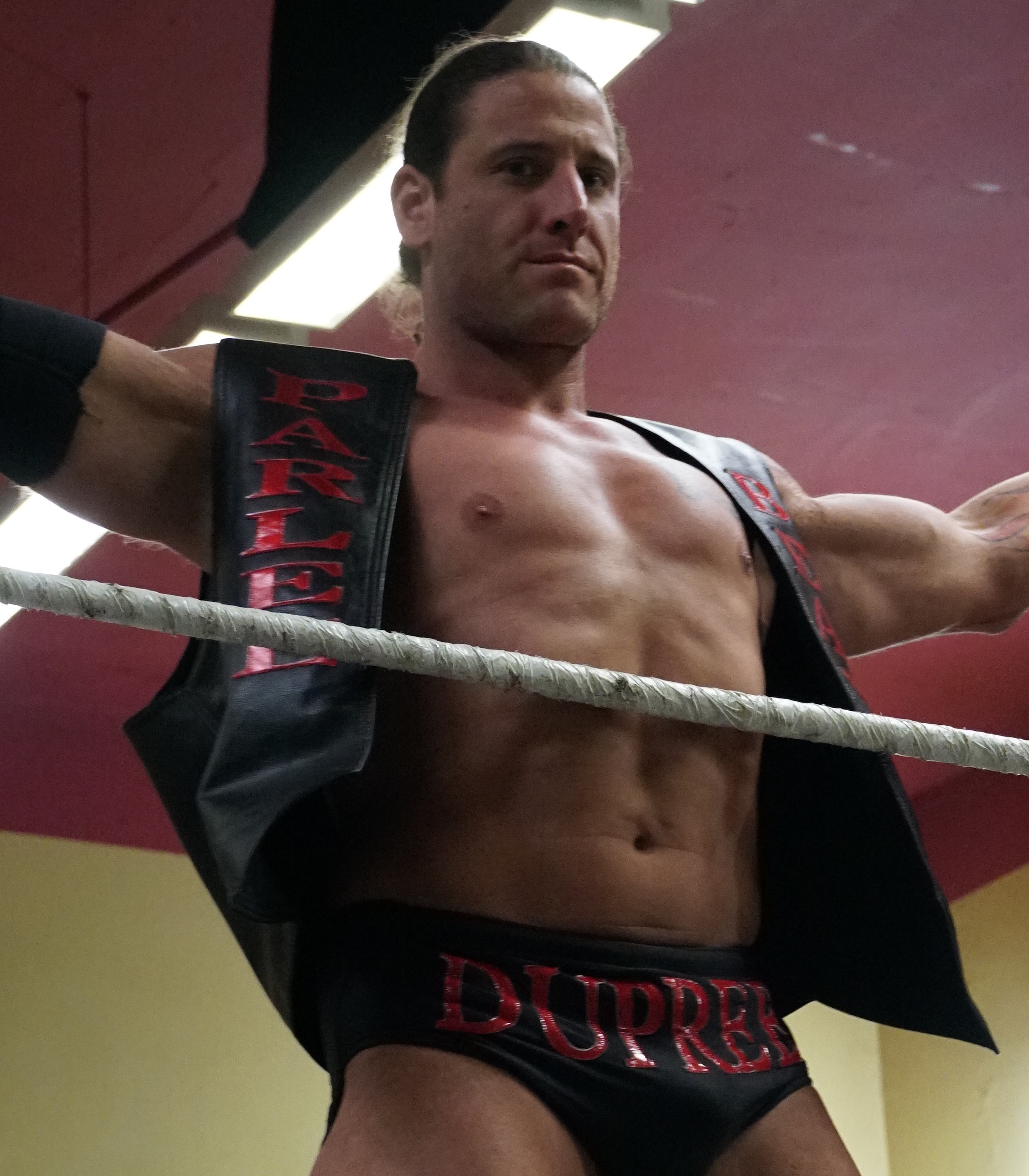
René Duprée (* 1983)

- Dupree, Robbie (* 1946), US-amerikanischer Pop-Sänger und Songwriter
- Dupree, Ronald (* 1981), US-amerikanischer Basketballspieler
- Dupree, William (1909–1955), US-amerikanischer Bobfahrer
- Dupréel, Eugène (1879–1967), belgischer Philosoph
- Dupret, Marcel (1910–1971), belgischer Diplomat
- Duprey, Phil (* 1944), US-amerikanischer Bobsportler
- Duprey, Pierre (1922–2007), römisch-katholischer Kurienbischof
- Duprez, Gilbert (1806–1896), französischer Opernsänger (Tenor), Komponist und Gesangslehrer
- Duprez, June (1918–1984), britische Schauspielerin in Film und Theater
- Duprez, Nikolaus (1867–1949), niederländischer Bergmann und Schnitzer deutscher Herkunft
- Dupri, Jermaine (* 1972), US-amerikanischer MusikerJermaine Dupri (* 1972)

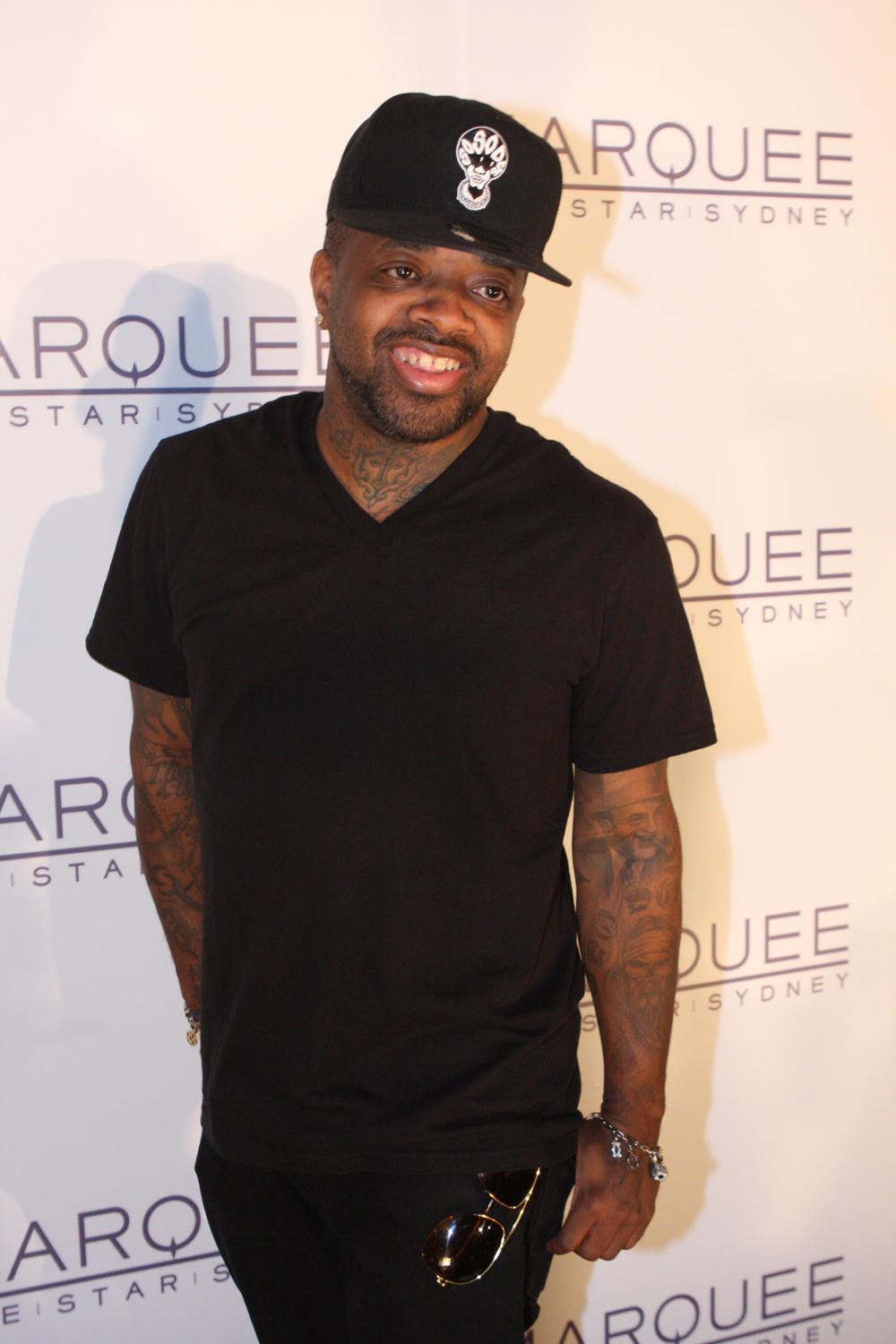
Jermaine Dupri (* 1972)

- Dupriez, Patrick (* 1968), belgischer Politiker

### Dupu
- Dupuch, Antoine (1800–1856), französischer Bischof
- Dupuch, Bernard (1947–2016), französischer Radrennfahrer
- Dupuis, Albert (1877–1967), belgischer Komponist
- Dupuis, Antony (* 1973), französischer Tennisspieler
- Dupuis, Charles François (1742–1809), französischer Gelehrter
- Dupuis, Eugène (1919–2017), französischer Radrennfahrer
- Dupuis, Gugu (1917–2013), Schweizer Jazz- und Unterhaltungsmusiker
- Dupuis, Guillaume (1887–1954), kanadischer Chorleiter und Musikpädagoge
- Dupuis, Guy (* 1970), kanadischer Eishockeyspieler
- Dupuis, Jean-Michel (1955–2024), französischer Schauspieler
- Dupuis, Jerry (1904–1960), kanadischer Skispringer
- Dupuis, José (1831–1900), französischer Opernsänger (Tenor)
- Dupuis, Lori (* 1972), kanadische Eishockeyspielerin und -funktionärin
- Dupuis, Louis Savinien (1806–1874), französischer katholischer Priester, Ordensstifter
- Dupuis, Marine (* 1992), französische Handballspielerin
- Dupuis, Maurice (1914–1977), französischer Fußballspieler
- Dupuis, Michel (* 1950), deutscher Koch und Gastronom
- Dupuis, Nicolas (* 1993), kanadischer Pianist, Keyboarder, Komponist und Produzent
- Dupuis, Pascal (* 1979), kanadischer Eishockeyspieler, -trainer und -funktionär
- Dupuis, Paul (1916–1976), kanadischer Schauspieler
- Dupuis, Philippe (* 1985), kanadischer Eishockeyspieler
- Dupuis, Pierre (1610–1682), französischer Stilllebenmaler
- Dupuis, Pierre (1929–2004), französischer Comiczeichner
- Dupuis, Rose (1791–1878), französische Schauspielerin
- Dupuis, Roy (* 1963), kanadischer SchauspielerRoy Dupuis (* 1963)

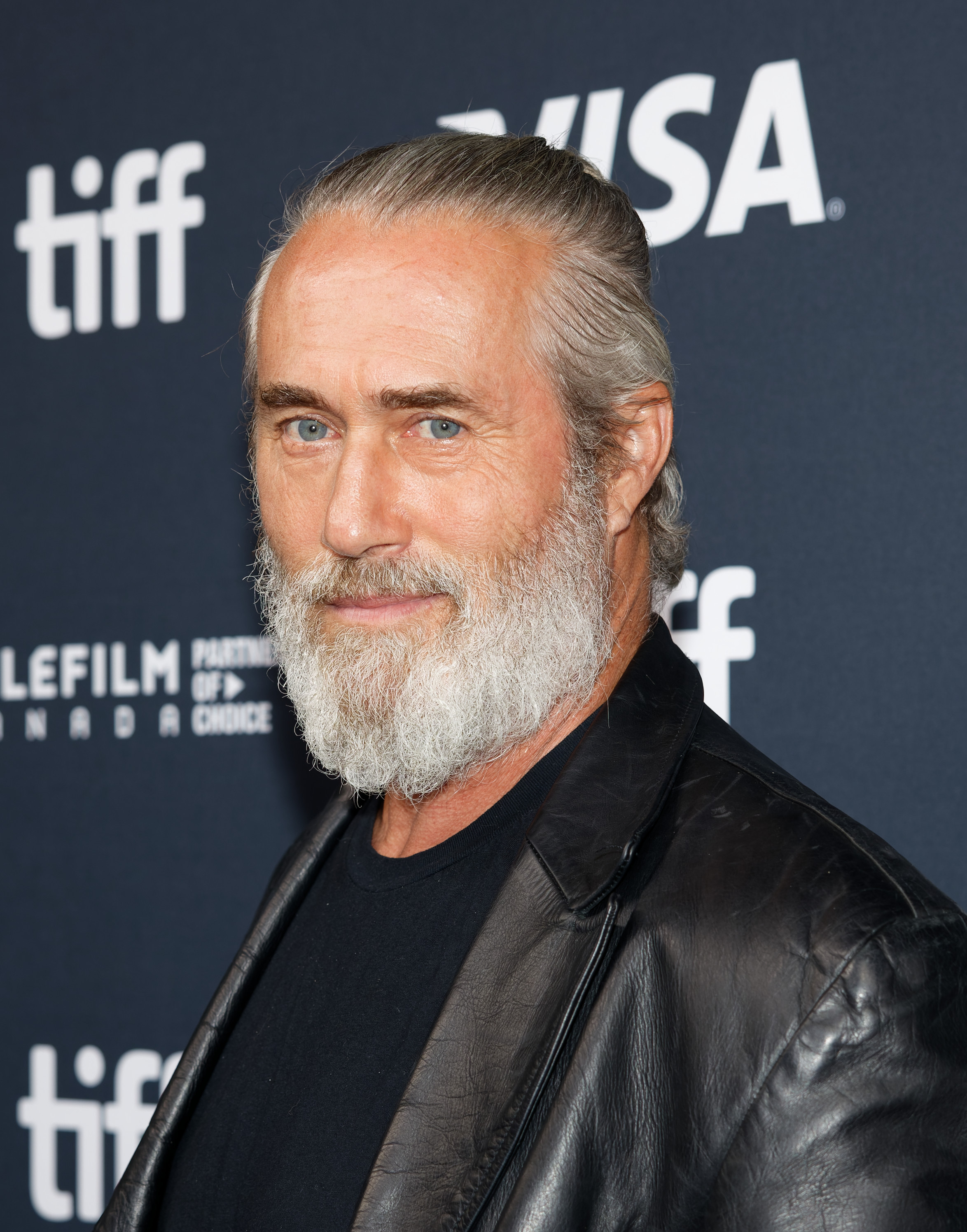
Roy Dupuis (* 1963)

- Dupuis, Siegfried (1941–2018), deutscher Basketballfunktionär
- Dupuis, Sophie (* 1986), kanadische Drehbuchautorin und Filmregisseurin
- Dupuis, Stephan, Maskenbildner
- Dupuis, Sylvain (1856–1931), belgischer Komponist und Dirigent
- Dupuis, Théodore Edmond (1833–1911), französischer Flottillenadmiral
- Dupuis, Thomas Sanders (1733–1796), englischer Komponist der Vorklassik
- Dupuis, Yvon (1926–2017), kanadischer Politiker
- Dupuis-Yacouba, Auguste (1865–1945), französischer Missionar und Ethnologe
- Dupuis-Yacouba, Henri (1924–2008), nigrischer General und Politiker
- Dupuit, Jules (1804–1866), französischer Ingenieur und Ökonom
- Dupureur, Maryvonne (1937–2008), französische Leichtathletin
- Dupuy de Lôme, Enrique (1851–1904), spanischer Diplomat
- Dupuy de Lôme, Henri (1816–1885), französischer Schiffbauingenieur und Politiker
- Dupuy, André Pierre Louis (* 1940), katholischer Bischof
- Dupuy, Charles (1851–1923), französischer Politiker
- Dupuy, Claude (1545–1594), französischer Humanist
- Dupuy, Dominique (1812–1885), französischer Geistlicher und Naturforscher
- Dupuy, Dominique (* 1957), französischer Autorennfahrer
- Dupuy, Dominique (* 1990), haitianische Diplomatin und Politikerin
- Dupuy, Jacques (1591–1656), französischer Humanist
- Dupuy, Jean (1844–1919), französischer Politiker
- Dupuy, Jean (1934–2010), französischer Rugbyspieler
- Dupuy, Jean-Pierre (* 1941), französischer Ingenieur, Epistemologe und Philosoph
- Dupuy, Julien (* 1983), französischer Rugbyspieler
- Dupuy, Marcel (1888–1960), französischer Radrennfahrer
- Dupuy, Paul (1856–1948), französischer Historiker
- Dupuy, Philippe (* 1960), französischer Comiczeichner
- Dupuy, Pierre-Marie (* 1946), französischer Jurist
- Dupuy, R. Ernest (1887–1975), US-amerikanischer Militärschriftsteller
- Dupuy, René-Jean (1918–1997), französischer Jurist
- Dupuy, Trevor N. (1916–1995), US-amerikanischer Oberst und Militärhistoriker
- Dupuytren, Guillaume (1777–1835), französischer MedizinerGuillaume Dupuytren (1777–1835)

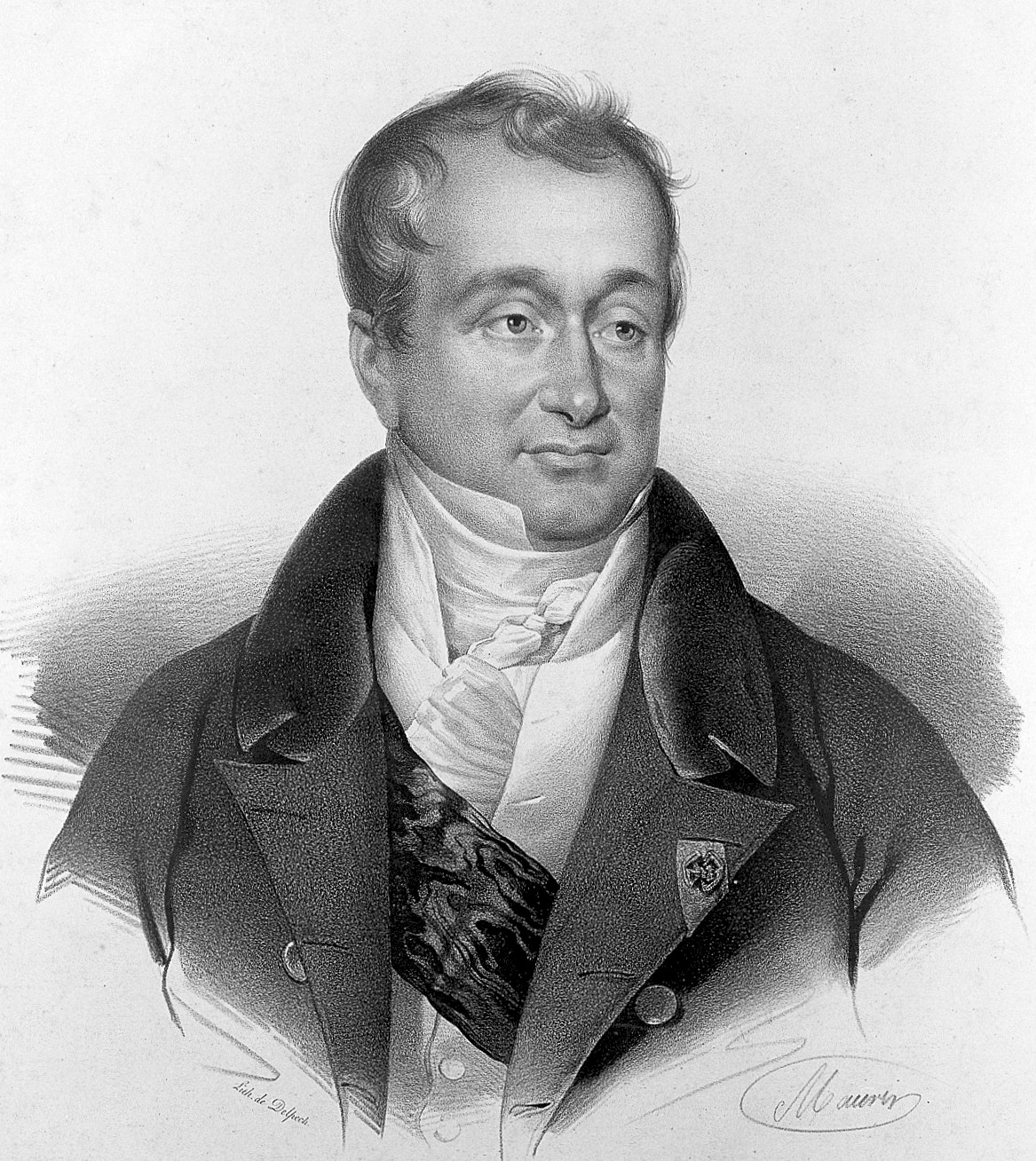
Guillaume Dupuytren (1777–1835)

### Dupy
- Dupy, Olin L. (1896–1986), US-amerikanischer Filmtechniker und -entwickler